# Aleksandr Sychyov
Aleksandr Sychyov, född den 30 oktober 1959, är en sovjetisk landhockeyspelare.
Han tog OS-brons i herrarnas landhockeyturnering i samband med de olympiska landhockeytävlingarna 1980 i Moskva.